# Hu Ge
Hu Ge (caratteri cinesi: 胡歌; pinyin: hú gē; Shanghai, 20 settembre 1982) è un attore e cantante cinese.
È meglio conosciuto per aver interpretato il personaggio di Li Xiaoyao nella serie televisiva cinese Chinese Paladin.

## Biografia
Nato e cresciuto a Shanghai, Cina, Hu Ge è figlio unico. Ha studiato recitazione alla Shanghai Theater Academy e si è diplomato a luglio del 2005. Come molti altri artisti, ha iniziato ad apparire sugli schermi televisivi ben prima del diploma.

### Carriera di attore
Il suo primo ruolo rilevante è stato nella serie televisiva del 2003 Dandelion, tuttavia Hu Ge ha raggiunto la grande fama interpretando il ruolo di Li Xiao Yao nella serie televisiva Chinese Paladin del 2004. Il drama Chinese Paladin era basato un popolare gioco di ruolo dallo stesso nome, tuttavia è conosciuto da alcuni anche come "The Legend of the Sword and Fairy". Hu Ge fu invitato a cantare due delle canzoni contenute nella colonna sonora originale del drama, June Shower (六月的雨) e Xiao Yao Sigh (逍遥叹), le quali segnarono il suo ingresso anche nella scena musicale.
Poco dopo la sua partecipazione a Chinese Paladin, Hu Ge si imbarcò in una serie di progetti di recitazione, la maggior parte dei quali riguardavano il vecchio genere wuxia. Egli ha recitato non solo in televisione, ma anche in alcuni lungometraggi cinematografici, tra i quali si ricordano The Ghost Inside (Yi Shen Yi Gui 疑神疑鬼), Jia Zhuang Mei Gan Jue (假装没感觉) e The 601st Phone Call (第601个电话). Nell'autunno del 2008 egli ha recitato, nel ruolo di secondo attore protagonista, nel film Butterfly Lovers insieme al membro della boy band taiwanese Fahrenheit, Wu Chun ed alla cantante del duo pop di Hong Kong Twins, Charlene Choi. Nel 2008 ha anche partecipato alla serie televisiva The Legend of the Condor Heroes, nel ruolo di Guo Jing.

### Incidente
Il 29 agosto 2006, alle ore 10:50 di mattina, Hu Ge è stato coinvolto in un incidente automobilistico mentre si recava da Hengdian a Shanghai in autostrada. Egli è sopravvissuto, ma il suo assistente, che viaggiava con lui, è morto nell'incidente. Hu Ge ha dovuto subire diverse operazioni, e per ottenere una guarigione completa ha dovuto attendere approssimativamente un anno. A causa del suo infortunio, le riprese della serie televisiva a cui stava lavorando nel periodo dell'incidente, The Legend of the Condor Heroes, furono temporaneamente rimandate. In seguito, le riprese sono state portate a termine dopo le Olimpiadi di Pechino 2008. Hu Ge ha recitato, nel drama, a fianco della collega Ariel Lin, con la quale aveva già lavorato nella serie Fairy from Wonderland.

### Musica
Hu Ge ha cantato diverse canzoni per le colonne sonore dei suoi drama. Il 31 ottobre 2006, egli ha pubblicato il suo primo EP dal titolo Treasure (珍惜), oppure Tell Him I Love Her (告訴他我愛她), contenente tre canzoni. Una di queste, Tell Him I Love Her, fu inclusa nella serie televisiva di genere epico The Young Warriors, basata sulla leggendaria famiglia Yang.
Il 15 maggio 2008, Hu Ge ha pubblicato il suo primo album di lunghezza completa, Start (出發). Esso contiene dieci tracce, tra cui figurano "Dark Cloud", inclusa dell'adattamento televisivo della tragedia Legend of the Condor Heroes di Jin Yong, e "Poison", canzone tema per un nuovo lavoro crossover intitolato Farewell Song. Altre canzoni incluse nel disco sono "Heaven and Earth", "Not Perfect" e "Rumor".

### Ulteriori interessi
Uno degli interessi di Hu Ge è la fotografia. Un suo album fotografico è stato incluso del libretto di copertina del suo secondo album, Start. Inoltre, è un bravo scrittore e si diletta con la poesia.

## Filmografia

### Cinema
- Yi shen yi gui, regia di Herman Yau (2005)
- Di liu ling yi ge dian hua, regia di Guoli Zhang (2006)
- Wu xia Liang Zhu, regia di Jingle Ma (2008)
- Xin hai ge ming, regia di Li Zhang e Jackie Chan (2011)
- DIVA hua li zi jun, regia di Heiward Mak (2012)
- Da hua tian xian, regia di Jeffrey Lau (2014)
- Cherry Returns, regia di Chris Chow (2016)
- Il lago delle oche selvatiche (Nánfāng chēzhàn de jùhuì), regia di Diao Yinan (2019)

### Serie TV
- Strange Tales of Liao Zhai – serie TV (2005)
- Chinese Paladin – serie TV, 33 episodi (2005)
- Tian wai fei xian – serie TV, 38 episodi (2006)
- The Young Warriors – serie TV (2007)
- She diao ying xiong zhuan – serie TV, 50 episodi (2008)
- Shen hua – serie TV (2010)
- xian jian qi xia zhuang 3 – serie TV (2010)
- Modern People – serie TV (2011)
- Xuan Yuan Sword - Rift of the Sky – serie TV, 10 episodi (2012)
- Da Mo Yao – serie TV, episodi 1x1 (2014)
- Si Shi Jiu Ri Ji – miniserie TV (2014)
- Wei zhuang zhe – serie TV, 41 episodi (2015)
- Langya bang – serie TV, 54 episodi (2015)
- Good Times – serie TV, 7 episodi (2015)
- Go!Goal!Fighting! – serie TV (2016)
- Lie Chang – serie TV, 7 episodi (2016)
- Wai ke feng yun – serie TV, episodi 1x44 (2017)

## Discografia

### Album
- 2006: Treasure (珍惜胡歌 EP)
- 2008: Start (出发)

### Colonne Sonore
- 2004: Chinese Paladin OST
- 2005: Fairy From Wonderland OST
- 2006: Till Death Do Us Apart OST
- 2007: The Young Warriors OST
- 2009: Chinese Paladin 3 OST